# Iglesia metodista libre
La Iglesia metodista libre (IMeL) es una denominación evangélica histórica, de herencia metodista e influenciada por el Movimiento de Santidad ocurrido en Estados Unidos durante el siglo XIX. Fundada en el condado de Genesee, norte del Estado de Nueva York el 23 de agosto de 1860 por varios exmiembros expulsados de la Iglesia metodista estadounidense por sus críticas a la decadencia espiritual y actividades abolicionistas. El reverendo Benjamin Titus Roberts (1823–1893) fue el principal líder en la organización. Sin embargo, años más tarde de su muerte, el Concilio de Genesee de la Iglesia metodista episcopal en un análisis de su historia con ocasión de las conmemoraciones del centenario de la organización, acabó retrocediendo y, en 1910, el Concilio percibió que la expulsión era injusta y devolvió las credenciales pastorales a Benjamin y a los otros cinco predicadores que fueron expulsos en 1859. En aquel evento, el reverendo Benson Roberts, hijo de B. T. Roberts, fue el delegado escogido para representar a la Iglesia metodista libre ante el Concilio de Genesee de la Iglesia metodista episcopal.
Los Metodistas Libres defendían que la iglesia debería ser "Libre":
- Para acceso de todos, prohibiendo el cobro (alquiler) de asientos en los bancos de los templos, muy común en la época en todas las denominaciones;
- De la esclavitud o de otra forma de injusticia y segregación étnica;
- De vínculo de sus miembros con sociedades secretas;
- Del dominio episcopal, pasando a tener la participación de los laicos en la administración espiritual y material de la iglesia;
- Del pecado original, porque el énfasis en la santidad y en la doctrina de la entera santificación debería ser restablecida;

Además de eso la iglesia debería ser libre para ser guiada y usada por el Espíritu Santo, principalmente en los cultos, sin caer en el vicio de la carne y de la falsa "espiritualidad".

## Brasil
La Iglesia metodista libre en Brasil se inició por medio del misionero Massayoshi "Daniel" Nishizumi, japonés nacido en Osaka en 1900 y que en 1923 fue acogido por una familia de misioneros estadounidenses, los Milikan, que lo criaron como a un hijo, llamándolo Daniel. El joven se bautizó y se formó en el Seminario de Osaka en 1928. Posteriormente, leyendo un artículo que hablaba sobre la emigración japonesa a Brasil, se sintió llamado para evangelizarlos. Encontró apoyo de la familia Milikan y de otros dos fieles de la Iglesia, Wada, hombre de negocios y ministro de la iglesia, de 69 años, y Shoh Koh Mita, joven coreano de 17 años. Wada y Mita viajan un mes después de Nishizumi, llegando a Brasil en septiembre de 1928, con el objetivo de proporcionar sostenimiento al misionero, mientras Daniel se dedicaba al estudio de la lengua y hacía los primeros contactos evangelísticos. De esta manera se plantó la semilla que más tarde germinaría en suelo brasileño y encontraría crecimiento no solamente entre los japoneses y sus descendientes hasta los días actuales, sino también entre los brasileños. El primer culto de la Iglesia metodista libre en Brasil fue realizado por el reverendo Daniel Nishizumi en São Paulo, el día 1 de noviembre de 1936. En 1946, con la llegada de los primeros misioneros estadounidenses, Ms. Helen Voller, Ms. Lucile Damon, Dr. y Sra. Harold Hykman, y con el auxilio de José Emílio Emerenciano e Irene Emerenciano, provenientes de la Iglesia Holinnes, se puso en marcha la Iglesia metodista libre entre los brasileños.
El Concilio General Brasileño tiene 7.347 miembros; 116 pastores; 35 candidatos al ministerio; 79 iglesias locales; 7 campos misionales; 15 congregaciones y 17 puntos de predicación en 13 estados brasileños (São Paulo, Río de Janeiro, Minas Gerais, Espírito Santo, Estado de Bahía, Pernambuco, Paraíba, Ceará, Mato Groso, Mato Grueso del Sur, Goiás, Sergipe, Estado de Paraná y Santa Catarina) más el Distrito Federal. Mantiene misioneros en Estados Unidos y en Tuga (Portugal, según datos de abril de 2018. El Concilio General Brasileño aún es responsable de la supervisión de la IMeL en Angola y África, donde tiene 2.558 miembros, 6 pastores, 11 candidatos al ministerio y 14 iglesias.
El Concilio Nikkei, vinculado al Concilio General Norteamericano, está compuesto por 2.033 miembros; 25 pastores; 3.122 participantes en los cultos en sus 17 iglesias, 5 puntos de predicación en los estados de São Paulo, Paraná, 3 iglesias en Paraguay, una en Buenos Aires (Argentina) y 2 iglesias en Japón, donde hay dos parejas de misioneros. Juntas, las dos alas mantienen la Facultad de Teología Metodista Libre, ubicada en la calle Pirapitingui, 165 - Libertad, São Paulo (SP).